# 文化革命五人小组
五人小组，是中国共产党中央委员会在1960年代“文化大革命”开始前成立的一个非正式组织，负责领导文艺界“整风”等事宜，之后才被冠以“文化革命五人小组”之名。五人小组最重要的行事是向中共中央提交了《二月提纲》，反对在文艺界用政治理论来干预学术争论等，完全违背了毛泽东的意图。仅仅三个月后，中共中央发布《五一六通知》，推翻《二月提纲》，解散五人小组，正式开始“文化大革命”。
五人小组名称之前原本并无“文化革命”四个字，而是由整理准备《二月提纲》的小组非正式成员姚溱临时加上去的。不过由于之后中央发文与《五一六通知》都使用了“文化革命五人小组”之名，因此流传下来。

## 概况

### 组成
五人小组是根据中国共产党中央委员会主席毛泽东提议于1964年7月成立的，负责领导文艺界整风、学术批判等文化宣传方面事宜。
组长：彭真，政治局委员、中央书记处书记、中共北京市委第一书记兼市长；
副组长：陆定一，政治局候补委员、国务院副总理、中宣部部长、兼文化部部长；
成员：康生，政治局候补委员、中央书记处书记；周扬，中共中央候补委员、中宣部副部长、兼文化部副部长；吴冷西，新华社社长、兼《人民日报》总编辑、兼中宣部副部长:269。
五人小组成立后的一年多内，并没有出现重大举措。直至1965年11月，姚文元突然于上海《文汇报》发表《评新编历史剧〈海瑞罢官〉》，矛头直指时任北京市副市长吴晗，五人小组才开始研究讨论吴晗与姚文元的文章言论性质:276。姚文元的文章经与江青、张春桥等协作，在严格保密的情况下完成，背着中央有关领导部门，令中宣部、北京市委都因事出意外而震惊。这一江青（一说毛泽东:110）授意的政治攻击，遭到彭真的反对。彭真认为他作为五人小组组长、北京市委第一书记，竟然对如此大事一无所知，因此将姚文元的做法视为严重错误、违背中国共产党的纪律和党内生活准则。

### 《二月提纲》
1966年2月3日，五人小组由彭真主持召开扩大会议，除原成员外另有临时与会的许立群、胡绳、姚溱、王力、范若愚、刘仁和郑天翔，共十二人参加。次日，由许立群、姚溱将会议决定以《五人小组向中央的汇报提纲》（即《二月提纲》）为名上报。提纲提出学术问题应当与政治分离、并反对将吴晗牵连到1959年庐山会议。5日，彭真参加国家主席刘少奇主持的中共中央政治局常委会议，会议讨论通过了汇报提纲。1966年2月，刘少奇主持政治局在京的常委开会，通过了《二月提纲》:110。随后，又派彭真、陆定一等人专程飞往武汉，向毛泽东汇报《二月提纲》的形成过程及其内容:279。彭真在武汉代中央草拟了关于转发《二月提纲》的批语，在京的政治局常委传阅表示同意后，就以中共中央文件把它批转全党:110。
《二月提纲》明确反对将学术问题上升为政治立场问题，与毛泽东的意图与之后文化大革命的趋势形成了鲜明的反差。

### 解散
3月下旬，毛泽东同康生、江青等人多次谈话，批评《二月提纲》混淆阶级界限，是错误的，指令向全党下达撤销《二月提纲》的通知；毛泽东并称：“北京市委针插不进，水泼不进。要解散市委。”:110“中宣部是阎王殿，要打倒阎王，解放小鬼”:286。于是就产生了由陈伯达等人起草、经毛泽东先后八次审阅修改、最后经1966年5月中共中央政治局扩大会议讨论通过的《通知》。因为通过的时间是5月16日，这个通知又被称为《五一六通知》。《通知》指责彭真“背着康生同志和其他同志”、造谣，重大问题根本没有在五人小组讨论过、商量过，而是按照自己的意见汇报。《通知》除点名批判彭真外，还宣布撤销《二月提纲》和文化革命五人小组，改设立中央文革小组指导。5月18日，林彪响应毛泽东，发布一份防止政变的讲话（五·一八讲话）:289。之后，与刘少奇、彭真有关的陆定一等人相继被免:102。彭真、陆定一、吴冷西等成为文化大革命初期重要批斗目标饱受政治迫害，周扬入狱九年直至文革结束才恢复自由。《二月提纲》的主要执笔者之一、中宣部副部长姚溱受迫害于1966年7月自杀。
中央文革小组后来成为一个远比五人小组正式、且有权力影响的组织，主导了文革初期的很多运动，甚至取代了当时很多成员遭到批斗的中央政治局。原五人小组成员康生则成为中央文革小组顾问:291。